# 独立正教会
独立正教会（どくりつせいきょうかい、ギリシア語: Αυτοκεφαλία, ロシア語: Автокефалия, 英語: Autocephaly（Autocephalous Church））とは、ヒエラルキーを有する教会、特に正教会と非カルケドン派の教会において、その最高位の主教がより上位の主教に対して報告を行わない教会の地位形態をいう。

## 概説
独立教会（どくりつきょうかい）とも呼ばれる。「独立正教会」「独立教会」のいずれも、日本正教会の各種公式ホームページや出版物といった日本語媒体で見られるものであって正式な訳語であるが、本項はその他の教派の用語と区別するために「独立正教会」の記事名を採った。
組織としては独立正教会は文字通り独立しているが、各独立正教会・自治正教会は異なる教義を持つものではなく、同じ信仰を有している。
正教会には独立正教会（独立教会）のほか、自治正教会（自治教会）という教会組織の地位がある。
全地公会議、もしくは総主教・首座主教といった高位の主教が、ある教区とその主教・神品をフル・コミュニオンを保ったままに独立させる際、教会会議もしくは首座主教は独立正教会の格を当該教区に与える。
正教会の例では、キプロス正教会の独立正教会としての地位はエフェソス公会議で与えられ、キプロス大主教によって管掌されており、大主教はより高位の教会上の権威に従属するものではなく、それでいてキプロス正教会は正教会の中にあってフル・コミュニオンを保っている。同様に、グルジア正教会は独立正教会としての地位をアンティオキア総主教庁から466年に与えられ、アメリカ正教会は独立正教会としての地位をモスクワ総主教庁から1970年に与えられた（ギリシャ正教会アメリカ大主教区は独立正教会ではなく、コンスタンディヌーポリ総主教庁の下にある）。
非カルケドン派の例では、エチオピア正教会は独立正教会としての地位をコプト正教会のパパ・アレクサンドリア総主教から1950年に与えられた。
独立正教会への短いステップの一つとして自治正教会がある。ある教会が自治正教会である場合、大主教もしくは府主教である首座主教を戴き、首座主教について母教会の総主教から承認を得るが、しかしながら他の点においては自律を行う。
"autocephalous"は「自身による統治」を意味するが、文字通りには「自身によって率い(head)られる」という意味である。"Kephalos"ギリシャ語で「首（かしら、head）」という意味である。従って、"autocephalous"は「自身によって率いられる」もしくは「自らに首がある」という意味を示す。これに対して、"autonomous"（自治正教会）は文字通りには「自身によって法律が制定される」もしくは「法が自身に帰属する」という意味である。"Nomos"はギリシャ語で「法」という意味である。

## 分類
- 正教会（ギリシャ正教、東方正教会） — 正教会の洗礼・聖体機密（聖体礼儀）を含む機密（秘蹟）は全ての正教会で有効。「ルーマニア正教会」「ロシア正教会」は組織名であり、一組織を信仰するかのような「ロシア正教を信仰する」「グルジア正教を信仰する」といった表現は誤りである。
  - 独立正教会（一部からの承認のみのものを含む）
    - アメリカ正教会
    - アルバニア正教会
    - アレクサンドリア教会（アレクサンドリア総主教庁）
    - アンティオキア教会（アンティオキア総主教庁）
    - ウクライナ正教会 (2018年設立)
    - エルサレム教会（エルサレム総主教庁）
    - キプロス正教会
    - ギリシャ正教会
    - グルジア正教会
    - コンスタンティヌーポリ教会（コンスタンティヌーポリ全地総主教庁）
    - セルビア正教会
    - チェコスロバキア正教会
    - ブルガリア正教会
    - ポーランド正教会
    - マケドニア正教会　一部のみその地位を承認。
    - ルーマニア正教会
    - ロシア正教会

  - 自治正教会（一部の承認のものも含む）
    - エストニア使徒正教会 — 一部のみその地位を承認。承認していない教会からは一教区扱い。
    - シナイ正教会
    - 正統オフリド大主教区 — 一部のみその地位を承認。承認していない教会からは一教区扱い。
    - 中国正教会 — 一部のみその地位を承認。承認していない教会からは一教区扱い。
    - 日本ハリストス正教会 — 一部のみその地位を承認。承認していない教会からは一教区扱い。
    - フィンランド正教会

  - 自主管理教会
    - アンティオキア正教会北米大主教区
    - ウクライナ正教会 (モスクワ総主教庁系)
    - エストニア正教会 — ロシア正教会の自主管理教会。
    - 在外ロシア正教会
    - モルドバ正教会
    - ラトビア正教会
    - 他